# 어둠 속의 빛
어둠 속의 빛(폴란드어: W ciemności, 영어: Darkness)은 2011년 개봉한 드라마 영화이다.

## 캐스팅
- 로버트 비엑키에비츠 - Leopold Socha
- 벤노 퓌만 - Mundek Margulies
- 아그니에쉬카 그로코브스카 - Klara Keller
- 마리아 슈레이더 - Paulina Chiger
- 허버트 크노프 - Ignacy Chiger